# 莫肅
莫肅爵士（Sir Allan George Mossop，1887年7月30日—1965年6月14日），南非裔英国法官。他於1933年至1943年期間出任英國在華最高法院首席法官。

## 生平
莫肅出生在開普殖民地，他曾就讀於格拉罕鎮的金斯伍德学院、開普敦的南非學院以及剑桥大学彭布罗克学院，並且获得硕士学位和法学学士学位。1908年，他被內殿律師學院授予律师資格。 
莫肅不久移居中国上海，并于1909年入職英國在華最高法院。
1916年，莫肅出任英租威海卫首席辩护律师。 
1933年12月，因彼得·格萊恩退休，莫肅出任英國在華最高法院首席法官。  1937年5月，他被授予爵士。 
太平洋战争爆發後，1941年12月8日，日军占领了英國在華最高法院。莫肅被日軍拘留5個月，之後被遣返回英国。  1943年5月，根據中英平等新約，英國在華最高法院被廢除，莫肅也不再擔任英國在華最高法院首席法官。 
1946年，莫肅出任英国驻华大使馆顾问。 1947年，莫肅退休，並且回到了位於南非開普敦的家中。 他的墓地位於开普敦的穆岑贝格公墓（Muizenberg Cemetery）。 